# Salamandrella
Genre
Synonymes
- Isodactylium Strauch, 1870

Salamandrella est un genre d'urodèles de la famille des Hynobiidae.

## Répartition
Les deux espèces de ce genre se rencontrent au Japon, en Corée du Nord, en Russie, en Mongolie et en Chine.

## Liste d'espèces
Selon Amphibian Species of the World (1 mars 2014) :
- Salamandrella keyserlingii Dybowski, 1870
- Salamandrella tridactyla (Nikolskii, 1905)

## Publication originale
- Dybowski, 1870 : Beitrag zur Kenntnis der Wassermolche Sibiriens. Verhandlungen des Zoologisch-Botanischen Vereins in Wien, vol. 20, p. 237-242 (texte intégral).